# Пилипчук, Владимир Григорьевич
Пилипчук Владимир Григорьевич — академик Академии наук Высшей школы, член корреспондент Национальной академии правовых наук Украины, доктор юридических наук, профессор, заслуженный деятель науки и техники Украины.
Известный ученый в отрасли права, истории, политологии и безопасности. Автор более 160 научных трудов, в том числе 10 монографий, по проблемам теории и истории государства и права, конституционного и информационного права, истории политических и правовых учений, истории спецслужб и правоохранительных органов, национальной и международной безопасности.
Принимал участие в разработке и проведении научной экспертизы более 350 проектов законов и других нормативно-правовых актов. Эксперт по вопросам правового обеспечения и деятельности государственных и негосударственных субъектов сектора безопасности, информационной и коллективной безопасности.
Директор научно-исследовательского института информатики и права Национальной академии правовых наук Украины, главный редактор научного журнала «Информация и право», член Консультативного совета при Верховном Совете Украины по вопросам информатизации, член Экспертного совета в отрасли юридических наук Министерства образования и науки Украины, председатель Координационного бюро по информационному праву и информационной безопасности Национальной академии правовых наук Украины.
Награждён 19 медалями и знаками отличия, в том числе знаком отличия Национальной академии наук Украины «За профессиональные достижения».